# Bahía Discovery
La bahía Discovery o bahía Chile es una amplia bahía de 2 millas de ancho por casi 3 millas de saco, entre la punta Fort William y la punta Bascopé, en la costa nororiental de la isla Greenwich, islas Shetland del Sur, en la Antártida.
Fue cartografiada en 1935 por la Investigación Discovery del Reino Unido, que le dio el nombre de Discovery Bay por el nombre de la misma expedición o por el buque, el "Discovery II". La Expedición Antártica Chilena de 1947, al mando del capitán de navío Federico Guesalaga Toro, que levantó profusamente esta bahía, decidió renombrarla bahía Chile, ya que en ese lugar se levantó la primera base antártica permanente de la República de Chile, la base Soberanía, luego Base Capitán Arturo Prat. Dicha decisión fue posteriormente respaldada por el Instituto Hidrográfico de la Armada de Chile. 
En la ribera de la bahía Chile se encuentra el glaciar Traub.